# 汤洪高
汤洪高（1939年—），山东省阳谷县人，晶体物理学家，教授，博士生导师。

## 生平
1962年毕业于山东大学化学系，1966年中国科学院物理研究所研究生毕业，1979-1981年曾在英国牛津大学、哈尔大学任客座研究员。历任中国科学院安徽光学精密机械研究所激光晶体研究室课题组组长、副主任、主任、党支部书记，中国科学院安徽光学机械研究所党委书记，中国科学院合肥分院党组书记兼合肥分院副院长，1990年调任中国科学技术大学党委书记兼常务副校长，1993年任中国科学技术大学校长兼研究生院（北京）院长。1998年6月任中国科学技术大学党委书记。
1972年8月加入中国共产党，是中共安徽省委委员，中共第十三次、十四次全国代表大会代表，第十四屆、十五屆候补中央委员，在中共十五届六中全會上递补为中央委员。第十届全国人大常委会委员。